# 默利尼鄉
47°27′N 26°04′E / 47.450°N 26.067°E
默利尼鄉（羅馬尼亞語：Comuna Mălini, Suceava），是羅馬尼亞的鄉份，位於該國東北部，由蘇恰瓦縣負責管轄，面積152平方公里，海拔高度421米，2007年人口7,398，人口密度每平方公里49人。